# ستيليوس ديميتريو
ستيليوس ديميتريو (باليونانية: Στέλιος Δημητρίου)‏ هو لاعب كرة قدم قبرصي في مركز الدفاع، ولد في 4 أكتوبر 1990 في لندن في المملكة المتحدة. شارك مع منتخب قبرص تحت 21 سنة لكرة القدم. أما مع النوادي، فقد لعب مع أبولون ليماسول ونادي إيرميس أراديبو ونادي لوكوموتيف بلوفديف.

## وصلات خارجية
- ستيليوس ديميتريو على موقع الاتحاد الأوربي (الإنجليزية)
- ستيليوس ديميتريو على موقع قاعدة بيانات كرة القدم.إي يو (الإنجليزية)
- ستيليوس ديميتريو على موقع ناشيونال فوتبول تيمز (الإنجليزية)
- ستيليوس ديميتريو على موقع Soccerway.com (الإنجليزية)